# 凤凰山 (马来西亚)

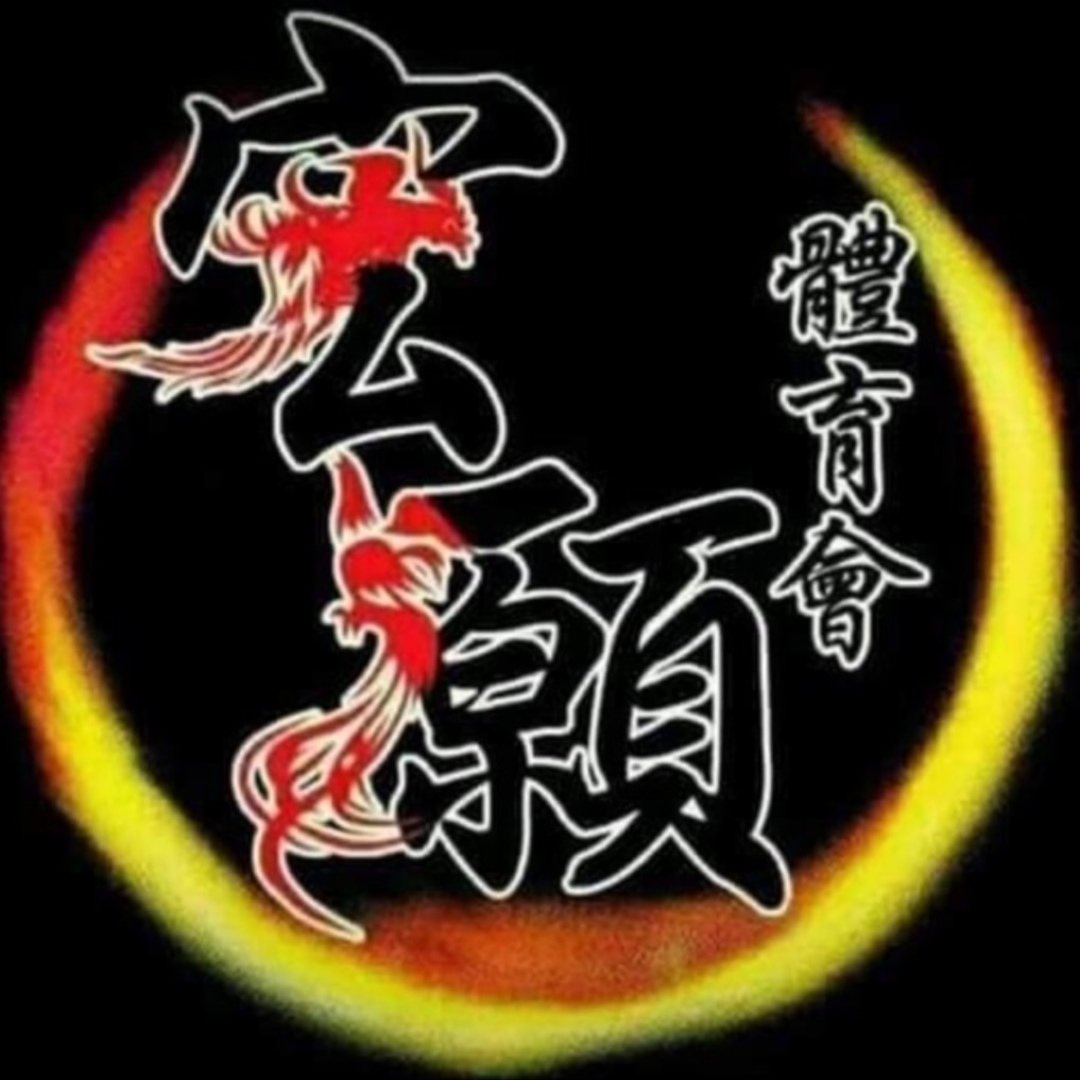
宏愿体育会的主要运用的LOGO。

凤凰山是马来西亚的其中一个华人私会党（即黑幫），為洪门分裂出來的其中一個支派。但逐渐转型为合法社团的宏愿体育会。现在凤凰山致力于帮助社会上的弱势群体以及热心教育，但仍有大部分成员进行黑社会活动。

## 凤凰山事件

### 国光学校杀人案
2018年11月11日，550私会党以及凤凰山私会党争夺地盘而发生纠纷，最终在位于马来西亚士姑来的国光学校内引发殴斗杀人事。该事件导致一人死亡以及4人受伤。马来西亚皇家警察在该事件中逮捕14名与殴斗事件相关的私会党党员以及起获一些用于殴斗事件中的武器。

#### 议论
该事件发生后，当地民众在网络上议论两个私会党的殴斗案以及未来两个黑帮会在皇后花园的行动，网络上也流传了劝请民众尽量减少到皇后花园活动的贴文。

## 其他地区

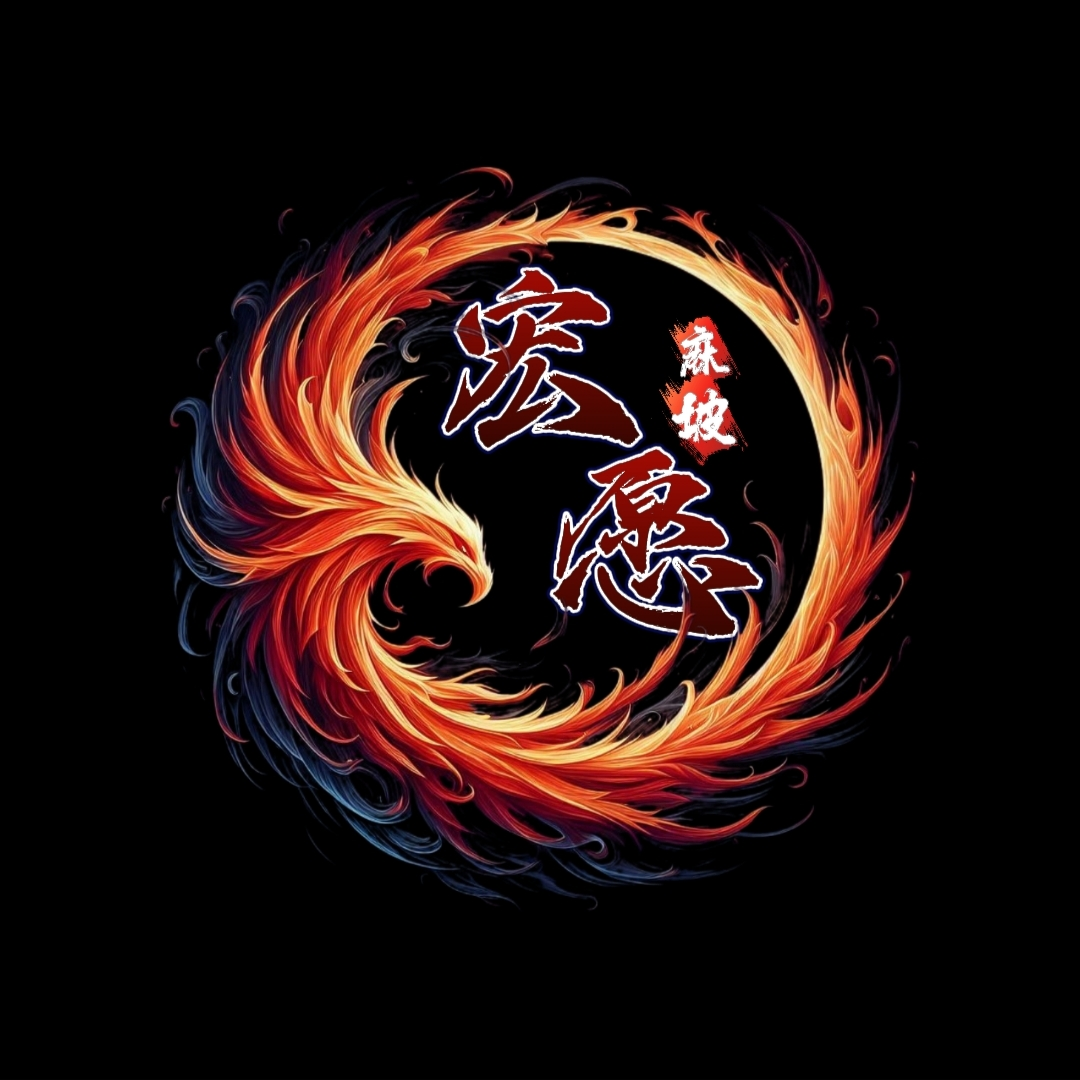
麻坡宏愿体育会（新）LOGO

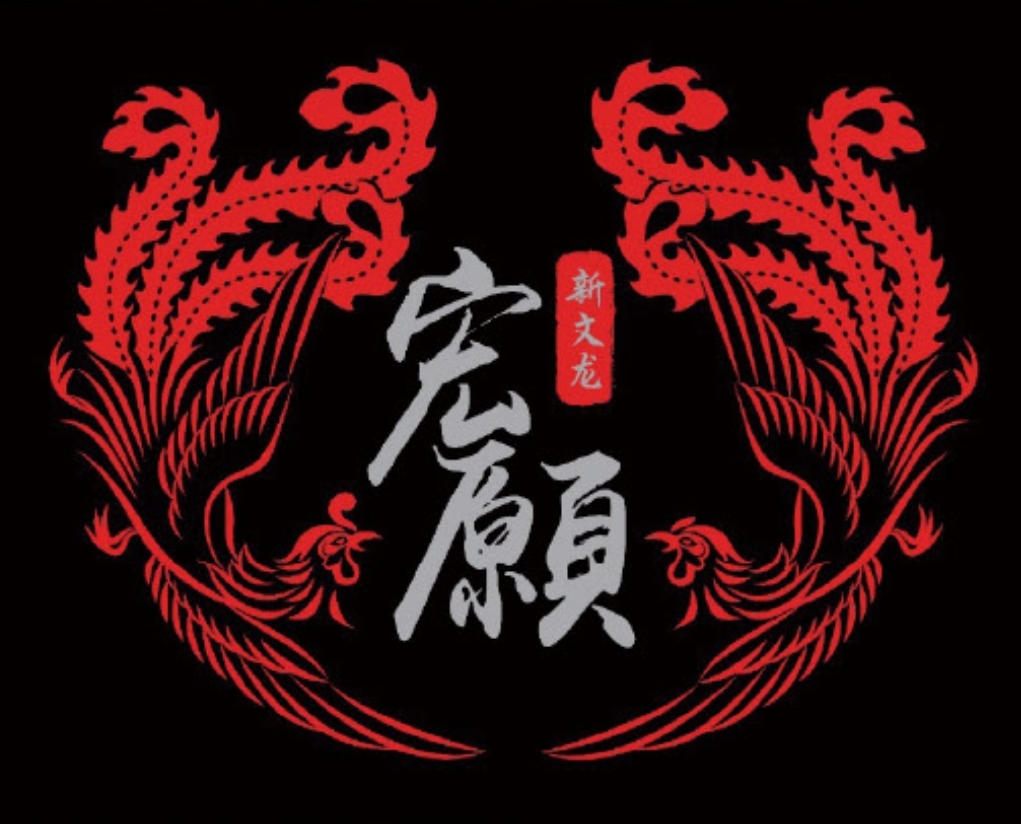
新文龙宏愿体育会专属LOGO

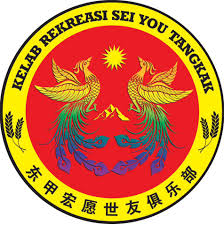
东甲宏愿世友俱乐部专属LOGO

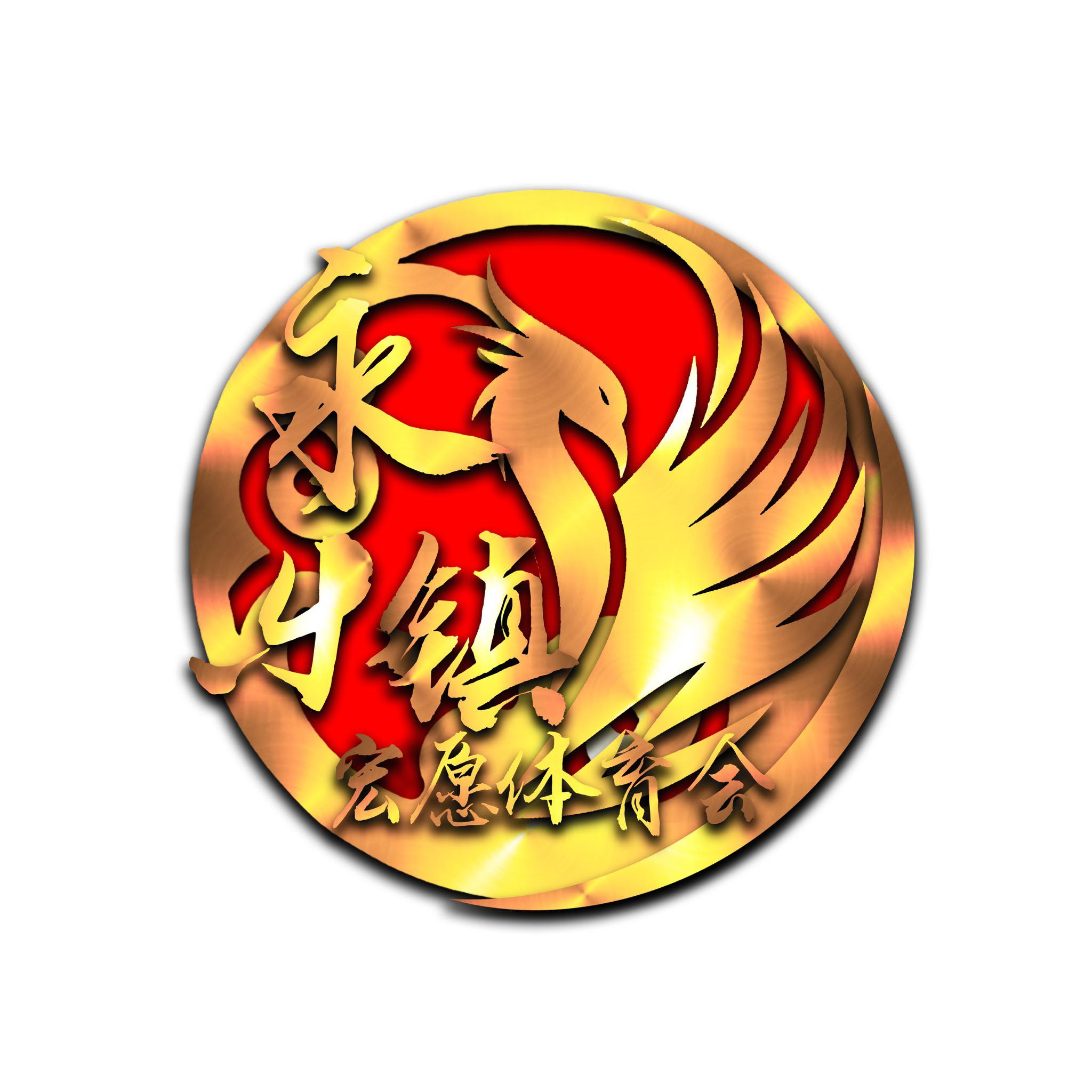
永乐镇宏愿体育会专属LOGO

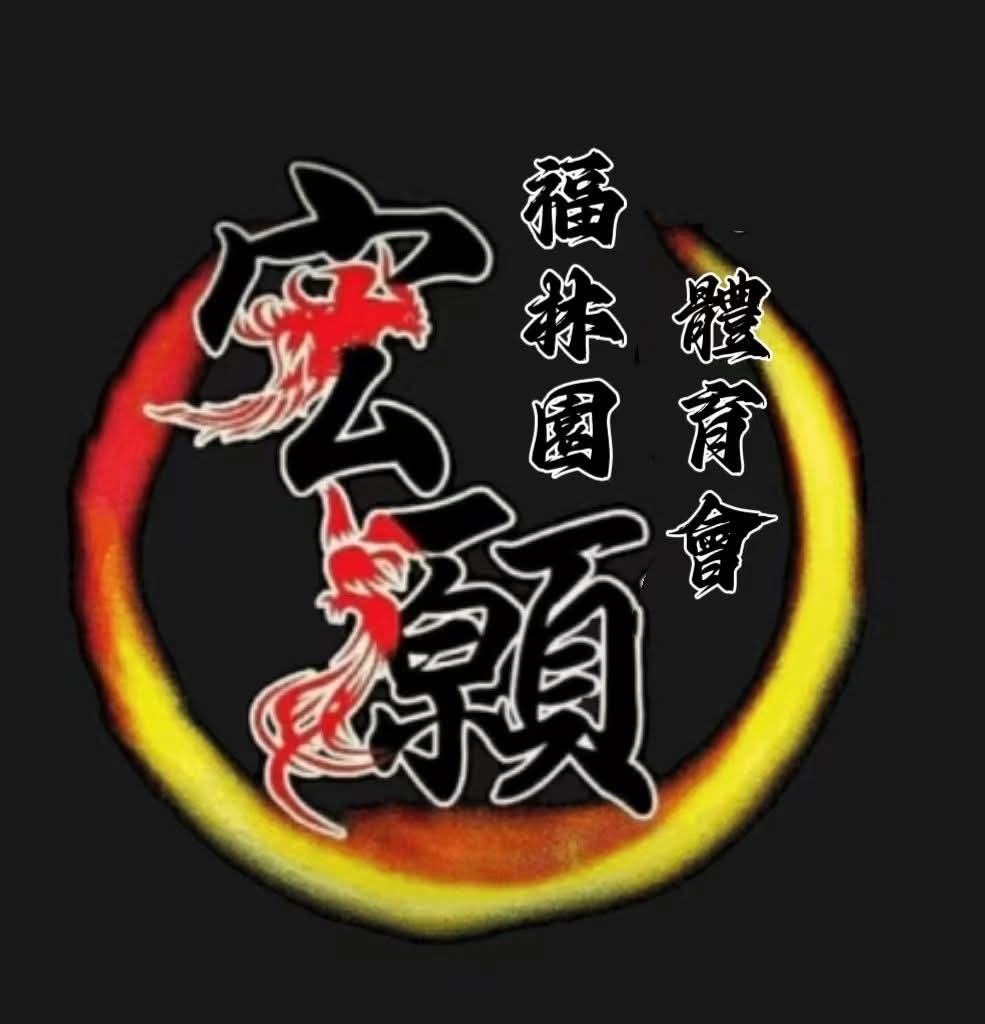
福林园宏愿体育会LOGO